# 丁科·德尔门吉耶夫
丁科·茨韦特科夫·德尔门吉耶夫（羅馬化：Dinko Tsvetkov Dermendzhiev，1941年6月2日—2019年5月1日），保加利亚足球运动员、足球经理，昵称奇科（Чико）。